# BOXER JOE
『BOXER JOE』（ボクサー・ジョー）は、1995年に上映された、ボクサー・辰吉丈一郎に密着したモキュメンタリー映画作品である。

## 概要
同作品は、赤井英和の自伝をモデルに、赤井自らが主演して俳優転向のきっかけを作った『どついたるねん』などを手掛けた阪本順治がメガホンを取り、辰吉のボクサーとしての苦悩と再生を描いたものである。上映当時、辰吉は網膜剥離のため、日本ボクシングコミッションの取り決めで日本国内でのボクシングの試合に出場することができないことになっていた。その中でもがき苦しんでいた辰吉と、それを支える家族、友人、ジム関係者、その他支援する人々を、当人へのインタビューとドキュメンタリー風ドラマ（モキュメンタリー）で描きながら、辰吉が特例で限定復帰した1994年の薬師寺保栄との壮絶なWBC世界バンタム級王座統一戦までを密着した作品である。
ヒロイン役として阪本と同じ大阪府堺市出身の黒谷友香がオーディションによって抜擢され、この作品で女優デビューを果たした。
この後、阪本は辰吉の人間性に惹かれ、辰吉が現役を引退するまでの記録映画を撮影することを決意し、2015年まで延べ20年間に渡り取材した『ジョーのあした 辰吉丈一郎との20年』を製作、第27回東京国際映画祭パノラマ部門の正式出展作品として上映され、2016年映画館ロードショーを果たした。